# Kurt Schürmann
Kurt Friedrich Schürmann (Bochum, 19 de fevereiro de 1920 – Mainz, 11 de maio de 2006) foi um neurocirurgião alemão.

## Formação e carreira
Schürmann frequentou a escola em Bochum e a partir de 1939 estudou medicina em Leipzig, Marburgo e Graz (a partir de 1941) com o exame de estado médico em Graz em 1945. No mesmo ano obteve um título de Dr. med. em Graz (Über den vorzeitigen Blasensprung und seine Latenzzeit). Seus estudos médicos foram interrompidos várias vezes por sua atividade como médico em hospitais militares na Sicília.
Recebeu em 1988 a Medalha Fedor Krause. De 1972 a 1974 foi presidente da Deutsche Gesellschaft für Neurochirurgie. Foi presidente honorário da Sociedade Japonesa de Neurocirurgia e da North American Skull Base Society, e em 1995 foi presidente honorário do 10º Congresso da European Association of Neurosurgical Societies (EANS) e de 1975 a 1979 vice-presidente da EANS.
A Deutsche Gesellschaft für Schädelbasis-Chirurgie criou uma Kurt-Schürmann-Vorlesung em 1999. Em 1970 foi um dos fundadores do Grupo de Trabalho Cirurgia da Base do Crânio, do qual surgiu o Skull Base Study Group em 1979, do qual foi o primeiro presidente. Fez contatos internacionais no início, especialmente na Escandinávia, e em 1958 tornou-se membro correspondente da Sociedade Escandinava de Neurocirurgia. Também foi membro correspondente da American Association of Neurological Surgeons e da British Society of Neurological Surgeons.
Dentre seus alunos constam Madjid Samii, Hans-Jürgen Reulen, Hermann Dietz e Mario Brock (que foi assistente em Mainz).
Como também treinou vários neurocirurgiões brasileiros, recebeu o título de doutor honorário da Universidade Federal da Paraíba em 1971.